# Myšivka stepní
Myšivka stepní (Sicista subtilis) je hlodavec z čeledi tarbíkovití, který žije na území Balkánu, Slovenska, Ukrajiny, Rumunska a na jihu Ruska. Vytváří si podzemní nory, kde hibernuje.

## Popis
Nejvýraznějším znakem tohoto druhu je tmavý pás na zádech, který odděluje dva úzké světlejší pásy na obou stranách. Tělo měří 60–70 mm, ocas 68–85 mm. Dospělí jedinci váží 8–15 gramů. Spodní srst má šedohnědou barvu. Živí se semeny, lesními plody a hmyzem.
Často bývá zaměňována s myšicí temnopásou. Ta má však kratší ocas, je o trochu větší a tmavý pruh jí začíná až na hřbetě.